# Chionophila
Chionophila é um género botânico pertencente à família Plantaginaceae. Tradicionalmente este gênero era classificado na família das Scrophulariaceae.

## Espécies
- Chionophila jamesii
- Chionophila tweedyi